# Tim Guinee
Tim Guinee est un acteur américain né le 18 novembre 1962 à Los Angeles, Californie (États-Unis).

## Biographie
Tim Guinee est né le 18 novembre 1962 à Los Angeles, Californie (États-Unis).
Il est marié depuis 1997 à Daisy Foote.

## Filmographie

### Cinéma

#### Longs métrages
- 1986 : Taï-Pan de Daryl Duke : Culum Struan
- 1989 : American Blue Note de Ralph Toporoff : Bobby
- 1991 : Ce cher intrus (Once Around) de Lasse Hallström : Peter Hedges
- 1992 : Chain of Desire de Temístocles López : Ken
- 1993 : Entre ciel et terre (Heaven and Earth) d'Oliver Stone : Le jeune sergent
- 1993 : Chassé-croisé (The Night We Never Met) : Kenneth, le colocataire de Sam
- 1994 : L'Homme de guerre (Men of War) de Perry Lang : Ocker
- 1995 : Le Patchwork de la vie (How to Make an American Quilt) de Jocelyn Moorhouse : Dean Reed jeune
- 1995 : Black Day Blue Night de Joseph S. Cardone : Bo Schrag
- 1996 : À l'épreuve du feu (Courage Under Fire) d'Edward Zwick : Rady
- 1996 : The Pompatus of Love de Richard Schenkman : Runyon
- 1996 : Beavis et Butt-Head se font l'Amérique (Beavis and Butt-Head Do America) de Mike Judge : Un agent de l'ATF (voix)
- 1997 : Sudden Manhattan d'Adrienne Shelly : Adam
- 1998 : Vampires de John Carpenter : Père Adam Guiteau
- 1998 : Blade de Stephen Norrington : Dr Curtis Webb
- 1999 : The Young Girl and the Monsoon de James Ryan : Jack
- 2002 : Impostor de Gary Fleder : Dr Carone
- 2002 : Personal Velocity : Three Portraits de Rebecca Miller : Lee
- 2004 : Piège de feu (Ladder 49) de Jay Russell : Tony Corrigan
- 2004 : A Hole in One de Richard Ledes : Dr Tom Franklin
- 2005 : Sweet Land d'Ali Selim : Olaf jeune
- 2007 : Broken English de Zoe Cassavetes : Mark Andrews
- 2008 : Iron Man de Jon Favreau : Major Allen
- 2008 : AmericanEast d'Hesham Issawi : John Westerman
- 2008 : Fragments (Winged Creatures) de Rowan Woods : Aaron Hagen
- 2008 : Synecdoche, New York de Charlie Kaufman : Un acteur
- 2008 : Stargate : L'Arche de vérité (Stargate : The Ark of Truth) de Robert C. Cooper : Tomin
- 2009 : Les Vies privées de Pippa Lee (The Private Lives of Pippa Lee) de Rebecca Miller : Des Sarkissian
- 2010 : Iron Man 2 de Jon Favreau : Major Allen
- 2010 : Cyrus de Jay Duplass et Mark Duplass : Roger
- 2010 : A Buddy Story de Marc Erlbaum : Pete
- 2011 : Love Next Door (The Oranges) de Julian Farino : Roger
- 2011 : De l'eau pour les éléphants (Water for Elephants) de Francis Lawrence : Diamond Joe
- 2012 : Promised Land de Gus Van Sant : Drew Scott
- 2012 : La Drôle de vie de Timothy Green (The Odd Life of Timothy Green) : Marty Rader (voix)
- 2013 : La Voie de l'ennemi (Two Men In Town) de Rachid Bouchareb : Rod
- 2013 : The Pardon de Tom Anton : Norman Anderson
- 2014 : 99 Homes de Ramin Bahrani : Frank Green
- 2014 : Good Ol' Boy de Frank Lotito : Officier Bob
- 2015 : About Scout de Laurie Weltz : Ray
- 2019 : Ben Is Back de Peter Hedges : Phil
- 2019 : Harriet de Kasi Lemmons : Thomas Garrett
- 2019 : Ash d'Andrew Huculiak : Stan
- 2021 : The Same Storm de Peter Hedges : Phil. H
- 2024 : Horizon : Une saga américaine, chapitre 1 (Horizon: An American Saga – Chapter 1) de Kevin Costner : James Kittredge

#### Courts métrages
- 1994 : Kalamazoo de Claudia Silver : Ted
- 2006 : The Shovel de Nick Childs : Shérif Cole
- 2009 : Void de Meredith Berg : Henry Wallace
- 2011 : Mother's House de Davis Hall : Thomas
- 2017 : It's No Game d'Oscar Sharp : West

### Télévision

#### Séries télévisées
- 1986 : Spenser (Spenser : For Hire) : Kevin Moran
- 1986 : Equalizer (The Equalizer) : Rick
- 1987 : Les Incorruptibles de Chicago (Crime Story) : Vince Romero
- 1988 : Un flic dans la mafia (Wiseguy) : Ritchie Stramm
- 1988 : Lincoln : Colonel Elmer Ellsworth
- 1989 : Les Chevaliers de la nuit (Knightwatch) : Kurt
- 1989 : A Man Called Hawk : Mitchell O'Connor
- 1990 : La Loi de Los Angeles (L.A. Law) : Brian Chisolm
- 1991 : Contretemps (Golden Years) : Fredericks
- 1993 : Queen (en) : Wesley
- 1993 : Comics : Johnny Lazar
- 1998 : Au-delà du réel : L'aventure continue (The Outer Limits) : Caporal Charles Pendelton
- 1999 - 2002 : Strange World : Capitaine Paul Turner
- 2000 : Unité 9 (Level 9) : Inspecteur John Burrows
- 2001 : New York, police judiciaire (Law and Order): Mark Landry / Richard Morriston
- 2002 : New York, section criminelle (Law and Order : Criminal Intent) : David Bishop
- 2002 : The Practice : Bobby Donnell et Associés (The Practice) : Révérend Michael Crane
- 2003 : Jane et Tarzan (Tarzan) : Donald Ingram
- 2003 : Karen Sisco : Derwood Edson
- 2003 : Le Protecteur (The Guardian) : Todd Doherty
- 2004 : Division d'élite (The Division) : Paul
- 2005 : Les Experts : Miami (CSI : Miami) : Carl Dawson
- 2006 : Les Experts (CSI : Crime Scene Investigation) : Père Frank Berlin
- 2006 : The Lost Room : Eddie McCleister
- 2006 : Médium (Medium) : Sean Caffey
- 2006 : Killer Instinct : Professeur Whitfield
- 2006 : Dernier Recours (In Justice) : Richard Rocca
- 2006 : À la Maison-Blanche (The West Wing) : Steve Laussen
- 2006 - 2007 : Ghost Whisperer : Charlie Filbert
- 2006 - 2007 : Stargate SG-1 : Tomin
- 2006 / 2011 : Les Experts : Manhattan (CSI : NY) : Chris Matthews / Nathan Purdue
- 2007 : Smallville : Adrian
- 2007 : FBI : Portés disparus (Without a Trace) : Andrew Reynolds
- 2007 : Friday Night Lights : Bob
- 2008 : Mentalist (The Mentalist) : Tag Randolph
- 2009 : Three Rivers : Jim Santos
- 2009 : Trauma : Officier Lyons
- 2009 : Numb3rs : Glen Olin
- 2009 : Lie to Me : Alec Foster / Ron Foster
- 2009 : 24 heures chrono (24) : Ken Dellao
- 2009 : Eli Stone : Andrew Carlisle
- 2009 : Life : Gus Wilvern
- 2009 : Saving Grace : Kirby
- 2009 : Private Practice : Seth
- 2009 : NCIS : Enquêtes spéciales (NCIS) : Bart Lemming
- 2009 : Esprits criminels (Criminal Minds) : Joe Muller
- 2010 : Nip/Tuck : Joel Seabrook
- 2010 : The Closer : L.A. enquêtes prioritaires (The Closer) : Sam Dodson
- 2010 : Los Angeles, police judiciaire (Law and Order : Los Angeles) : Colonel Richards
- 2010 : Miami Medical : Jackson
- 2010 : The Deep End : Neil Levin
- 2011 : Person of Interest : Mark Lawson
- 2011 : Covert Affairs : Roy Gaskin
- 2011 : Off the Map : Urgences au bout du monde (Off the Map) : Nick
- 2011 : New York, unité spéciale (Law and Order : Special Victims Unit) : George Zane
- 2011 - 2012 / 2015 : The Good Wife : Andrew Wiley
- 2011 - 2012 : Damages : Jake Stahl
- 2012 : Fringe : Rick Pearce
- 2012 : Castle : Andrew Haynes
- 2012 : Perception : Tom Shelby
- 2012 : Weeds : Dr Dan Cornish
- 2012 - 2013 / 2020 : Homeland : Scott Ryan
- 2012 - 2014 : Revolution : Ben Matheson
- 2013 - 2016 : Hell on Wheels : L'Enfer de l'ouest (Hell on Wheels) : Collis Huntington
- 2014 : Madam Secretary : Paul Wellington
- 2014 - 2019 : Elementary : Agent Dean McNally
- 2015 : Following (The Following) : Duncan Banks
- 2015 : Forever : Teddy Graves
- 2015 : Nurse Jackie : Joe
- 2015 : Code Black : Adam Benton
- 2016 : Van Helsing : Ted
- 2016 : Motive : Seth Armstrong
- 2016 : BrainDead : Nicholas Pohl
- 2016 : Power : Lance Donovan
- 2016 : Conviction : Greg Price
- 2016 : Blue Bloods : Stuart Wentworth
- 2016 - 2017 : Bones : Dr Brandon Faulk
- 2017 : The Punisher : Clay Wilson
- 2017 : The Affair : Grant Finley
- 2017 : I'm Dying Up Here : Matt Patterson
- 2017 : Time After Time : Dr Monroe
- 2017 : NCIS : Nouvelle-Orléans (NCIS : New Orleans) : Agent Lamont
- 2017 : Ghost Wars : Sheriff Sam Perkins
- 2017 : Gone : Ryan Moreland
- 2018 : Blindspot : Boris Sokolov
- 2019 : Bull : Darryl Holden
- 2020 : NOS4A2 : Nathan Demeter
- 2021 : Clarice : Lucas Novak
- 2022 : Inventing Anna : Paul
- 2022 : The Staircase : Bill Peterson

#### Téléfilms
- 1991 : Nom de code : Requin (Mission of the Shark : The Saga of the U.S.S. Indianapolis) de Robert Iscove : Dobson
- 1994 : Leçons de conduite (Breathing Lessons) de John Erman : Jesse Moran
- 1995 : Permission d'aimer (Silver Strand) de George Miller : Lance Surrey
- 1995 : Follow the River de Martin Davidson : Will
- 1996 : Lily Dale de Peter Masterson : Horace Robedaux
- 1997 : Passé oublié (The Three Lives of Karen) de David Burton Morris : Matt
- 1998 : Le Meilleur des mondes (en) (Brave New World) de Leslie Libman et Larry Williams : John Cooper
- 2000 : Animated Epics : Moby Dick de Natalya Orlova : Ishmael (voix)
- 2001 : The Suitor de Julia Solomonoff : Dex
- 2002 : The Road from Coorain de Brendan Maher : Alec
- 2002 : Warning : Parental Advisory de Mark Waters : John Denver
- 2005 : La Colline aux adieux (Vinegar Hill) de Peter Werner : Jake Grier
- 2005 : Elvis : Une étoile est née (Elvis) de James Steven Sadwith : Sam Phillips
- 2006 : Damages de Jonathan Lisco : Jake Stahl
- 2008 : Stargate : L'Arche de vérité (Stargate : The Ark of Truth) de Robert C. Cooper : Tomin
- 2012 : Just Like a Woman de Rachid Bouchareb : George